# بابی گریفیث
بابی گریفیث (انگلیسی: Bobby Griffiths؛ زادهٔ ۱۵ سپتامبر ۱۹۴۲) بازیکن فوتبال اهل بریتانیا است.